# یواس‌اس رابوکو (اس‌پی-۳۱۰)
یواس‌اس رابوکو (اس‌پی-۳۱۰) (به انگلیسی: USS Raboco (SP-310)) یک کشتی بود که طول آن ۶۵ فوت (۲۰ متر) بود. این کشتی در سال ۱۹۱۳ ساخته شد.